# Pilkanmaa
Pilkanmaa est un quartier et une zone statistique de Kuusankoski à Kouvola en Finlande .

## Description
Pilkanmaa est situé dans la partie nord-ouest de Kuusankoski, sur les rives du fleuve Kymijoki, à l'ouest de Voikkaa.
Pilkanmaa, est un quartier champêtre bâti de petites maisons.
Le centre de Kuusankoski avec ses services.
Au nord de Pilkanmaa se trouve le lac Pyhäjärvi, traversé par le Kymijoki.
Les quartiers voisins sont Kuusankoski, Voikkaa, Oravala et Jaala.